# Nati nel 1928/Aprile
| Questa pagina contiene informazioni ricavate automaticamente dalle voci biografiche con l'ausilio del template Bio e di un bot. L'aggiornamento è periodico e automatico e ricostruisce completamente la pagina. Se manca una persona in questa lista, sei pregato di non aggiungerla, ma accertati piuttosto che la sua voce biografica contenga il template Bio e che i dati anagrafici siano correttamente compilati. Se il template Bio manca, inseriscilo tu stesso o, in alternativa, metti l'avviso {{tmp\|Bio}} che ne segnala la mancanza. Se i dati riportati sono sbagliati, correggi direttamente la voce biografica; le modifiche saranno visibili in questa lista entro pochi giorni. Per chiarimenti vedi il progetto biografie. La lista contiene solo le 189 persone che sono citate nell'enciclopedia e per le quali è stato implementato correttamente il template Bio. Pagina aggiornata al 18 ago 2025. |

- 1º aprile - George Grizzard, attore statunitense († 2007)
- 1º aprile - Kiyonori Kikutake, architetto giapponese († 2011)
- 1º aprile - Mychajlo Koman, allenatore di calcio e calciatore sovietico († 2015)
- 1º aprile - Yoshihide Kozai, astronomo giapponese († 2018)
- 2 aprile - Giacomo Barabino, vescovo cattolico italiano († 2016)
- 2 aprile - Joseph Bernardin, cardinale e arcivescovo cattolico statunitense († 1996)
- 2 aprile - Serge Gainsbourg, cantautore, attore e regista francese († 1991)
- 2 aprile - Jean Jadot, calciatore belga († 2007)
- 2 aprile - Cheikh Hamidou Kane, scrittore senegalese
- 2 aprile - Phil Martin, cestista statunitense († 2008)
- 2 aprile - Gino Munaron, pilota automobilistico italiano († 2009)
- 2 aprile - Paul Römer, regista televisivo olandese († 2007)
- 2 aprile - Piet Römer, attore olandese († 2012)
- 2 aprile - Aleksandr Silaev, canoista sovietico († 2005)
- 2 aprile - Fritz Uhl, tenore austriaco († 2001)
- 2 aprile - Felix Weinberg, fisico ceco († 2012)
- 3 aprile - Enzo Cannavale, attore italiano († 2011)
- 3 aprile - Don Gibson, cantante statunitense († 2003)
- 3 aprile - Kevin Hagen, attore statunitense († 2005)
- 3 aprile - Colin Kapp, scrittore di fantascienza britannico († 2007)
- 3 aprile - Earl Lloyd, cestista e allenatore di pallacanestro statunitense († 2015)
- 3 aprile - Kerstin Meyer, mezzosoprano svedese († 2020)
- 3 aprile - Walter Serena, ciclista su strada italiano († 2011)
- 4 aprile - Maya Angelou, poetessa, attrice e ballerina statunitense († 2014)
- 4 aprile - Alfredo Armenteros, trombettista cubano († 2016)
- 4 aprile - Ėlina Bystrickaja, attrice sovietica († 2019)
- 4 aprile - Augustin Diamacoune Senghor, presbitero e attivista senegalese († 2007)
- 4 aprile - Giuseppe Mancuso, politico e sindacalista italiano († 2004)
- 4 aprile - Mazzino Montinari, germanista e filosofo italiano († 1986)
- 4 aprile - Monty Norman, musicista, compositore e cantante britannico († 2022)
- 4 aprile - Cesare Segre, filologo, semiologo e ispanista italiano († 2014)
- 4 aprile - Bud Tingelstad, pilota automobilistico statunitense († 1981)
- 5 aprile - Raffaele Ajello, storico e giurista italiano († 2020)
- 5 aprile - Michael Bryant, attore britannico († 2002)
- 5 aprile - Paavo Korhonen, combinatista nordico finlandese († 2019)
- 5 aprile - Ray Martino, cantante e attore italiano († 2019)
- 5 aprile - Claudio Trevi, scultore italiano († 1987)
- 5 aprile - Tony Williams, cantante statunitense († 1992)
- 5 aprile - Hansrudi Wäscher, fumettista svizzero († 2016)
- 5 aprile - Katharina von Arx, scrittrice e giornalista svizzera († 2013)
- 6 aprile - Béla Balassa, economista ungherese († 1991)
- 6 aprile - James Dewey Watson, biologo, genetista e biochimico statunitense
- 7 aprile - Romano Forastieri, cestista e allenatore di pallacanestro italiano († 2012)
- 7 aprile - James Garner, attore statunitense († 2014)
- 7 aprile - Rodolfo Giuliani, ex rugbista a 15 italiano
- 7 aprile - Decio Lucio Grandoni, vescovo cattolico italiano († 2006)
- 7 aprile - Basil Hayward, allenatore di calcio e calciatore inglese († 1989)
- 7 aprile - Giancarlo Majorino, poeta, drammaturgo e insegnante italiano († 2021)
- 7 aprile - Alan J. Pakula, regista, sceneggiatore e produttore cinematografico statunitense († 1998)
- 7 aprile - Valeria Sabel, attrice italiana († 2009)
- 7 aprile - James White, autore di fantascienza irlandese († 1999)
- 8 aprile - Giorgio Cesarano, poeta, scrittore e traduttore italiano († 1975)
- 8 aprile - Fred Ebb, paroliere e sceneggiatore statunitense († 2004)
- 8 aprile - Ralph O'Brien, cestista statunitense († 2018)
- 8 aprile - Eric Porter, attore britannico († 1995)
- 8 aprile - Leah Rabin, tedesca († 2000)
- 9 aprile - Paul Arizin, cestista statunitense († 2006)
- 9 aprile - Yōji Kuri, regista e animatore giapponese († 2024)
- 9 aprile - Tom Lehrer, cantautore, comico e pianista statunitense († 2025)
- 9 aprile - Georg Miske, sollevatore tedesco († 2009)
- 9 aprile - Giovanni Pallavicini, ex calciatore italiano
- 9 aprile - Don Savage, cestista statunitense († 2010)
- 9 aprile - Aubrey Woods, attore e cantante britannico († 2013)
- 10 aprile - Lois Bourne, inglese († 2017)
- 10 aprile - Luciano Fancelli, fisarmonicista e compositore italiano († 1953)
- 10 aprile - Ugo Massocco, ciclista su strada italiano († 1991)
- 10 aprile - Marilyn Maye, cantante, cabarettista e attrice statunitense
- 10 aprile - Benny McLaughlin, calciatore statunitense († 2012)
- 10 aprile - Howard Sachar, storico statunitense († 2018)
- 10 aprile - Berit Ås, politica e psicologa norvegese († 2024)
- 11 aprile - Domenico Di Marco, partigiano italiano († 1945)
- 11 aprile - Geoff Parkin, calciatore inglese († 2018)
- 11 aprile - Ethel Skakel Kennedy, statunitense († 2024)
- 12 aprile - Tarquinio Angiolin, canottiere italiano († 2012)
- 12 aprile - Jurij Ivanovyč Chymyč, pittore, grafico e pedagogo ucraino († 2003)
- 12 aprile - Hardy Krüger, attore tedesco († 2022)
- 12 aprile - Harry Kure, calciatore norvegese († 2007)
- 12 aprile - Sigvard Löfgren, calciatore svedese († 1996)
- 12 aprile - Jean-François Paillard, direttore d'orchestra francese († 2013)
- 12 aprile - Candy Samples, ballerina, modella e attrice pornografica statunitense († 2019)
- 12 aprile - Yun Hyong-keun, pittore sudcoreano († 2007)
- 13 aprile - Italo Allodi, dirigente sportivo e calciatore italiano († 1999)
- 13 aprile - Teddy Charles, musicista e compositore statunitense († 2012)
- 13 aprile - José Agustín Goytisolo, scrittore e traduttore spagnolo († 1999)
- 13 aprile - Sepp Innerhofer, terrorista italiano († 2019)
- 13 aprile - Giannino Marzotto, imprenditore e pilota automobilistico italiano († 2012)
- 13 aprile - Godefroy-Emile Mpwati, vescovo cattolico della Repubblica del Congo († 1995)
- 13 aprile - Dermie O'Connell, cestista statunitense († 1988)
- 13 aprile - Tengku Intan Zaharah, sovrana malese († 2015)
- 14 aprile - Joseph G. Gall, biologo statunitense († 2024)
- 14 aprile - Aldo Giacché, politico italiano († 2019)
- 14 aprile - Aleksandr Ivanovič Ivanov, calciatore sovietico († 1997)
- 14 aprile - Cyril Mango, bizantinista e archeologo britannico († 2021)
- 14 aprile - Sergio Romiti, pittore italiano († 2000)
- 15 aprile - John Bulloch, giornalista britannico († 2010)
- 15 aprile - Nicola D'Alessio Monte, allenatore di calcio italiano († 2019)
- 15 aprile - Richard Evans, diplomatico inglese († 2012)
- 16 aprile - Gianluigi Coppola, illustratore e fumettista italiano († 2015)
- 16 aprile - Gilbert Fesselet, calciatore svizzero († 2022)
- 16 aprile - Renzo Gallo, cantautore, cabarettista e produttore discografico italiano († 2012)
- 16 aprile - Nader Jahanbani, generale e politico iraniano († 1979)
- 16 aprile - Ileana Pasquali, ex cestista italiana
- 16 aprile - Paul Sylbert, scenografo, sceneggiatore e regista statunitense († 2016)
- 16 aprile - Richard Sylbert, scenografo statunitense († 2002)
- 17 aprile - Dino Dania, calciatore italiano († 2016)
- 17 aprile - Arrigo Gattai, dirigente sportivo italiano († 2012)
- 17 aprile - Bato Govedarica, cestista statunitense († 2006)
- 17 aprile - Saeed Mehdiyoun, generale iraniano († 1980)
- 17 aprile - François-Xavier Nguyễn Văn Thuận, cardinale e arcivescovo cattolico vietnamita († 2002)
- 17 aprile - Cynthia Ozick, scrittrice statunitense
- 17 aprile - Dante Zucchini, partigiano, imprenditore e antifascista italiano († 2018)
- 18 aprile - Howard Saul Becker, sociologo statunitense († 2023)
- 18 aprile - Karl Becker, cardinale e teologo tedesco († 2015)
- 18 aprile - William Bramley, attore statunitense († 1985)
- 18 aprile - Geneviève Cluny, attrice francese
- 18 aprile - Ken Colyer, trombettista britannico († 1988)
- 18 aprile - John Exner, psicologo statunitense († 2006)
- 18 aprile - Raffaello Gambino, pallanuotista italiano († 1989)
- 18 aprile - Giovanni Gavioli, politico italiano († 2005)
- 18 aprile - Silvan Gastone Ghigi, pittore e scultore italiano († 1973)
- 18 aprile - Alcide Paolini, scrittore, poeta e critico letterario italiano († 2016)
- 18 aprile - Otto Piene, artista tedesco († 2014)
- 18 aprile - Mikio Satō, matematico giapponese († 2023)
- 19 aprile - Azlan Shah di Perak, sovrano malaysiano († 2014)
- 19 aprile - Nino Caruso, ceramista, scultore e designer italiano († 2017)
- 19 aprile - Simone De Florio, politico italiano († 2007)
- 19 aprile - Alexis Korner, musicista inglese († 1984)
- 19 aprile - Halvor Næs, saltatore con gli sci norvegese († 2022)
- 19 aprile - Leonardo Zega, presbitero, giornalista e scrittore italiano († 2010)
- 20 aprile - Gordon Audley, pattinatore di velocità su ghiaccio canadese († 2012)
- 20 aprile - Robert Byrne, scacchista e giornalista statunitense († 2013)
- 20 aprile - Georg Eisler, pittore austriaco († 1998)
- 20 aprile - Charles David Keeling, chimico statunitense († 2005)
- 20 aprile - Domenico Lo Vasco, politico e avvocato italiano († 2020)
- 20 aprile - Ken Murray, cestista e allenatore di pallacanestro statunitense († 2008)
- 20 aprile - Norman Uprichard, calciatore nordirlandese († 2011)
- 20 aprile - Armin von Büren, ciclista su strada e pistard svizzero († 2018)
- 21 aprile - Mario Formenton, dirigente d'azienda e editore italiano († 1987)
- 21 aprile - Raffaello Fossi, pittore italiano († 1962)
- 21 aprile - Dee Hartford, attrice statunitense († 2018)
- 22 aprile - Émile Antonio, calciatore e allenatore di calcio francese († 2022)
- 22 aprile - Giovanni Colosio, calciatore italiano
- 22 aprile - Giovanni De Andrea, arcivescovo cattolico italiano († 2012)
- 22 aprile - Estelle Harris, attrice e doppiatrice statunitense († 2022)
- 23 aprile - Giulio Chiesa, astista italiano († 2010)
- 23 aprile - Mario Di Pietro, calciatore brasiliano († 2005)
- 23 aprile - Antonino Orrù, vescovo cattolico italiano († 2022)
- 23 aprile - Pietro Polo Perucchin, ex ciclista su strada italiano
- 23 aprile - Sergio Tedesco, attore, doppiatore e tenore italiano († 2012)
- 23 aprile - Shirley Temple, attrice, cantante e ballerina statunitense († 2014)
- 24 aprile - Gianfilippo Benedetti, politico italiano († 2008)
- 24 aprile - Giorgio Bernardin, calciatore italiano († 2011)
- 24 aprile - Eugenio Bertoglio, ciclista su strada italiano († 2020)
- 24 aprile - Tommy Docherty, calciatore e allenatore di calcio scozzese († 2020)
- 24 aprile - Claudio Donelli, politico italiano († 2022)
- 24 aprile - Nicolò Ferrari, regista e sceneggiatore italiano († 2007)
- 24 aprile - Johnny Griffin, sassofonista statunitense († 2008)
- 24 aprile - Martin Seymour-Smith, poeta, critico letterario e scrittore britannico († 1998)
- 24 aprile - Sergio Spina, regista, autore televisivo e sceneggiatore italiano († 2017)
- 25 aprile - Doris Freedman, attivista e critica d'arte statunitense († 1981)
- 25 aprile - Vassar Clements, musicista e violinista statunitense († 2005)
- 25 aprile - Jurij Vasil'evič Jakovlev, attore sovietico († 2013)
- 25 aprile - Charles Kunz, calciatore svizzero († 2009)
- 25 aprile - Cy Twombly, pittore statunitense († 2011)
- 25 aprile - Gastone Rossi, partigiano italiano († 1944)
- 25 aprile - Igor' Vladimirovič Usov, regista sovietico († 1990)
- 26 aprile - Marcello Cresti, fisico italiano († 2020)
- 26 aprile - William Stringfellow, teologo, avvocato e attivista statunitense († 1985)
- 26 aprile - Manfredo Manfredi, politico italiano († 2013)
- 27 aprile - Lydia Alfonsi, attrice italiana († 2022)
- 27 aprile - Carlo Pierangeli, cantante e attore italiano († 2008)
- 27 aprile - Edoardo Ricci, vescovo cattolico italiano († 2008)
- 27 aprile - Tatsuo Suzuki, karateka giapponese († 2011)
- 28 aprile - Obrad Belošević, arbitro di pallacanestro jugoslavo († 1986)
- 28 aprile - Hubert Damisch, filosofo e critico d'arte ceco († 2017)
- 28 aprile - Charlene Holt, attrice statunitense († 1996)
- 28 aprile - Frank Horvat, fotografo italiano († 2020)
- 28 aprile - Ivan Kizimov, cavaliere sovietico († 2019)
- 28 aprile - Yves Klein, artista francese († 1962)
- 28 aprile - Manuel Muñoz, calciatore cileno († 2022)
- 28 aprile - Eugene Shoemaker, geologo statunitense († 1997)
- 29 aprile - Ernst Hammerschmidt, vescovo vetero-cattolico, teologo e orientalista austriaco († 1993)
- 29 aprile - Jan Pieter Schotte, cardinale e arcivescovo cattolico belga († 2005)
- 30 aprile - Peter Carsten, attore tedesco († 2012)
- 30 aprile - Edmeo Lugaresi, dirigente sportivo e imprenditore italiano († 2010)
- 30 aprile - Enrico Bruno Novali, pittore e scultore italiano († 2016)
- 30 aprile - Peter Nöcker, pilota automobilistico tedesco († 2007)
- 30 aprile - Roberto Ronconi, calciatore italiano († 2021)
- 30 aprile - Orlando Sirola, tennista italiano († 1995)